# スペース・スペクタクル
『スペース・スペクタクル』（SPACE SPECTACLE）は、2019年に『NHKスペシャル』の枠で放送された、日本のドキュメンタリー番組。2018年に海洋の存在する可能性が高いと発表された太陽系外惑星、2019年に撮影に成功したブラックホール、2020年に回収されるはやぶさ2を題材に、宇宙のトピックを紹介する。プロローグを含め全4回。
ナビゲーターは櫻井翔、進行役は和久田麻由子。

## 内容
プロローグ はやぶさ2の挑戦
初放送 - 2019年3月17日
2019年2月22日に小惑星リュウグウに着陸したはやぶさ2とその計画進行や困難の様子を、宇宙航空研究開発機構（JAXA）と共同開発した可視化システムにより映像化する。
第1回 宇宙人の星を見つけ出せ
初放送 - 2019年6月23日
2017年に太陽系外から地球へ接近した恒星間天体オウムアムアや、2018年に稼働したTESSが発見した赤色矮星と潮汐固定されたその惑星を題材に、地球外生命体の可能性を追求する。
第2回 見えた!ブラックホールの謎
初放送 - 2019年7月28日
アルベルト・アインシュタインが存在を予言し、2019年4月に撮影されたブラックホール。その実態が、物体を重力で引き寄せるだけでなく、物質を噴出して循環させる役割を担っており、生命誕生の条件を整えたことを紹介する。
当初のタイトルは「宇宙の黒幕 ブラックホールを見つけよ」であった。
第3回 はやぶさ2 地球生命のルーツに迫る
初放送 - 2019年9月8日
生命が海洋に起源を持つという説に対し、地球外天体に由来する物質が地球に到達して生命の起源になったという説がある。この説の検証のため小惑星リュウグウに向かうはやぶさ2のミッションに密着し、その計画の進行や生命誕生までの過程を映像化する。

## 製作
プロローグでは國中均、第1回では渡部潤一が収録に参加した。

## 反響
オウムアムアについて、第1回では地球外生命体による人工物である可能性が高いと解説され、物理法則で説明のつかない加速をしていたと言及された。この説明は視聴者の関心を引いたものの、製作協力者である佐々木貴教は、多くの科学者がオウムアムアを人工天体と認めているかのような印象操作がなされていると指摘した。また一般視聴者の間でも内容を疑問視する声が上がった。